# Wahlkreis Seine-Saint-Denis IV
Der Wahlkreis Seine-Saint-Denis IV ist seit 1986 ein Wahlkreis (französisch circonscription électorale) für die französische Nationalversammlung.

## Abgeordnete
| Wahl | Abgeordneter        | Partei |
| ---- | ------------------- | ------ |
| 1988 | Louis Pierna        | PCF    |
| 1993 | Louis Pierna        | PCF    |
| 1997 | Marie-George Buffet | PCF    |
| 2002 | Marie-George Buffet | PCF    |
| 2007 | Marie-George Buffet | PCF    |
| 2012 | Marie-George Buffet | PCF    |
| 2017 | Marie-George Buffet | PCF    |
| 2022 | Soumya Bourouaha    | PCF    |

## Seit 2010

### Wahlkreisgebiet
- Découpage électoral: Ordonnanz n° 2009-935 vom 29. Juli 2009[1] (Ratifikation: Gesetz n° 2010-165 vom 23. Februar 2010[2]) – Der Wahlkreis umfasst die Kantone Le Blanc-Mesnil, La Courneuve und Stains sowie die Gemeinde Dugny.
- Redécoupage cantonal: Dekret vom 24. Februar 2014.[3]

### Ergebnisse

#### Parlamentswahl 2012
| Kandidaten               | Kandidaten                 | Parteien                                         | 1. Wahlgang | 1. Wahlgang | 2. Wahlgang | 2. Wahlgang |
| Kandidaten               | Kandidaten                 | Parteien                                         | Stimmen     | %           | Stimmen     | %           |
| ------------------------ | -------------------------- | ------------------------------------------------ | ----------- | ----------- | ----------- | ----------- |
|                          | Marie-George Buffetgewählt | FG – Front de gauche (Parti communiste français) | 8.731       | 33,6        | 15.031      | 100,0       |
|                          | Najia Amzal                | SOC – Parti socialiste                           | 7.914       | 30,5        | –           | –           |
|                          | Thierry Meignen            | UMP – Union pour un mouvement populaire          | 4.339       | 16,7        |             |             |
|                          | Gilles Clavel              | FN – Front national                              | 3.511       | 13,5        |             |             |
|                          | Estelle Vulliez            | VEC – Europe Écologie Les Verts                  | 496         | 1,9         |             |             |
|                          | Edwin Legris               | ALLI – Alliance centriste                        | 424         | 1,6         |             |             |
|                          | Line Teboul-Roques         | EXG – Parti ouvrier indépendant                  | 147         | 0,6         |             |             |
|                          | Aurélie Murua              | EXG – Nouveau Parti anticapitaliste              | 145         | 0,6         |             |             |
|                          | Serge Fournet              | EXG – Lutte Ouvrière                             | 144         | 0,6         |             |             |
|                          | Chancard Moïse Kanga       | DVD – Parti chrétien-démocrate                   | 104         | 0,4         |             |             |
| Gesamt                   | Gesamt                     | Gesamt                                           | 25.955      | 100         | 15.031      | 100         |
|                          |                            |                                                  |             |             |             |             |
| Ungültige Stimmen        | Ungültige Stimmen          | Ungültige Stimmen                                | 519         | 2,0         | 4.454       | 22,9        |
| Wähler                   | Wähler                     | Wähler                                           | 26.474      | 44,0        | 19.485      | 32,4        |
| Wahlberechtigte          | Wahlberechtigte            | Wahlberechtigte                                  | 60.162      |             | 60.162      |             |
|                          |                            |                                                  |             |             |             |             |
| Quelle: Innenministerium |                            |                                                  |             |             |             |             |

#### Parlamentswahl 2017
| Kandidaten               | Kandidaten                 | Parteien                           | 1. Wahlgang | 1. Wahlgang | 2. Wahlgang | 2. Wahlgang |
| Kandidaten               | Kandidaten                 | Parteien                           | Stimmen     | %           | Stimmen     | %           |
| ------------------------ | -------------------------- | ---------------------------------- | ----------- | ----------- | ----------- | ----------- |
|                          | Marie-George Buffetgewählt | COM – Parti communiste français    | 6.428       | 32,8        | 9.926       | 59,6        |
|                          | Prisca Thévenot            | REM – La République en marche      | 4.939       | 25,2        | 6.723       | 40,4        |
|                          | Christine Cerrigone        | LR – Les Républicains              | 3.434       | 17,5        |             |             |
|                          | Gilles Clavel              | FN – Front national                | 2.029       | 10,4        |             |             |
|                          | Najia Amzal                | SOC – Parti socialiste             | 1.300       | 6,6         |             |             |
|                          | Nabiha Rezkalla            | ECO – Europe Écologie Les Verts    | 556         | 2,8         |             |             |
|                          | Serge Fournet              | EXG – Lutte Ouvrière               | 252         | 1,3         |             |             |
|                          | Lahcène Charrouf           | DIV – Unabh.                       | 241         | 1,2         |             |             |
|                          | Nicolas Bresteau           | DIV – Union populaire républicaine | 228         | 1,2         |             |             |
|                          | Alain Bozaric              | ECO – Allons enfants !             | 189         | 1,0         |             |             |
| Gesamt                   | Gesamt                     | Gesamt                             | 19.596      | 100         | 16.649      | 100         |
|                          |                            |                                    |             |             |             |             |
| Leere Stimmzettel        | Leere Stimmzettel          | Leere Stimmzettel                  | 527         | 2,6         | 1.066       | 5,9         |
| Ungültige Stimmzettel    | Ungültige Stimmzettel      | Ungültige Stimmzettel              | 138         | 0,7         | 349         | 1,9         |
| Wähler                   | Wähler                     | Wähler                             | 20.261      | 33,2        | 18.064      | 29,6        |
| Wahlberechtigte          | Wahlberechtigte            | Wahlberechtigte                    | 60.977      |             | 60.977      |             |
|                          |                            |                                    |             |             |             |             |
| Quelle: Innenministerium |                            |                                    |             |             |             |             |

#### Parlamentswahl 2022
| Kandidaten               | Kandidaten              | Parteien                                                                         | 1. Wahlgang | 1. Wahlgang | 2. Wahlgang | 2. Wahlgang |
| Kandidaten               | Kandidaten              | Parteien                                                                         | Stimmen     | %           | Stimmen     | %           |
| ------------------------ | ----------------------- | -------------------------------------------------------------------------------- | ----------- | ----------- | ----------- | ----------- |
|                          | Soumya Bourouahagewählt | NUP – Nouvelle union populaire écologique et sociale (Parti communiste français) | 7.341       | 36,1        | 12.832      | 100,0       |
|                          | Azzédine Taïbi          | DVG – Unabh. (PCF Dissident)                                                     | 4.355       | 21,4        |             |             |
|                          | Colette Lévêque         | RN – Rassemblement National                                                      | 2.290       | 11,3        |             |             |
|                          | Lova Rinel              | ENS – Ensemble ! (La République en marche)                                       | 2.007       | 9,9         |             |             |
|                          | Aly Diouara             | DIV – Unabh.                                                                     | 1.768       | 8,7         |             |             |
|                          | Marie-Claude Goureau    | LR – Les Républicains                                                            | 975         | 4,8         |             |             |
|                          | Vanessa Pettitt         | REC – Reconquête                                                                 | 625         | 3,1         |             |             |
|                          | Stéphane Sourdillat     | ECO – Parti animaliste                                                           | 271         | 1,3         |             |             |
|                          | Sonia Attig             | DVG – Unabh.                                                                     | 224         | 1,1         |             |             |
|                          | Marlène Ley             | DXG – Lutte Ouvrière                                                             | 205         | 1,0         |             |             |
|                          | Zouhairr Ech-Chetouani  | DIV – Union des démocrates musulmans français                                    | 178         | 0,9         |             |             |
|                          | Sabine Desboeuf         | DXG – Parti ouvrier indépendant démocratique                                     | 82          | 0,4         |             |             |
| Gesamt                   | Gesamt                  | Gesamt                                                                           | 20.321      | 100         | 12.832      | 100         |
|                          |                         |                                                                                  |             |             |             |             |
| Leere Stimmzettel        | Leere Stimmzettel       | Leere Stimmzettel                                                                | 506         | 2,4         | 3.155       | 19,4        |
| Ungültige Stimmzettel    | Ungültige Stimmzettel   | Ungültige Stimmzettel                                                            | 131         | 0,6         | 304         | 1,9         |
| Wähler                   | Wähler                  | Wähler                                                                           | 20.958      | 32,2        | 16.291      | 25,0        |
| Wahlberechtigte          | Wahlberechtigte         | Wahlberechtigte                                                                  | 65.100      |             | 65.132      |             |
|                          |                         |                                                                                  |             |             |             |             |
| Quelle: Innenministerium |                         |                                                                                  |             |             |             |             |

#### Parlamentswahl 2024
| Kandidaten               | Kandidaten              | Parteien                                                 | 1. Wahlgang | 1. Wahlgang | 2. Wahlgang | 2. Wahlgang |
| Kandidaten               | Kandidaten              | Parteien                                                 | Stimmen     | %           | Stimmen     | %           |
| ------------------------ | ----------------------- | -------------------------------------------------------- | ----------- | ----------- | ----------- | ----------- |
|                          | Soumya Bourouahagewählt | UG – Nouveau Front populaire (Parti communiste français) | 15.760      | 44,5        | 19.486      | 70,0        |
|                          | Mohamed Awad            | FI – La France insoumise                                 | 8.462       | 23,9        | 8.361       | 30,0        |
|                          | Colette Lévêque         | RN – Rassemblement National                              | 5.839       | 16,5        |             |             |
|                          | Hamza Rabehi            | ENS – Ensemble pour la République (Renaissance)          | 2.429       | 6,9         |             |             |
|                          | Micaël Vaz              | LR – Les Républicains                                    | 1.982       | 5,6         |             |             |
|                          | Marlène Ley             | EXG – Lutte Ouvrière                                     | 344         | 1,0         |             |             |
|                          | Amirdine Farouk         | DIV – Unabh.                                             | 335         | 0,9         |             |             |
|                          | Sonia Attig             | DVG – Unabh.                                             | 105         | 0,3         |             |             |
|                          | Omar Mirali             | DIV – Unabh.                                             | 102         | 0,3         |             |             |
|                          | Matthieu Belin          | EXG – Unabh.                                             | 25          | 0,1         |             |             |
|                          | Virginie Pottier        | DVD – Unabh.                                             | 16          | 0,0         |             |             |
| Gesamt                   | Gesamt                  | Gesamt                                                   | 35.399      | 100         | 27.847      | 100         |
|                          |                         |                                                          |             |             |             |             |
| Leere Stimmzettel        | Leere Stimmzettel       | Leere Stimmzettel                                        | 811         | 2,2         | 3.227       | 10,2        |
| Ungültige Stimmzettel    | Ungültige Stimmzettel   | Ungültige Stimmzettel                                    | 291         | 0,8         | 713         | 2,2         |
| Wähler                   | Wähler                  | Wähler                                                   | 36.501      | 54,1        | 31.787      | 47,1        |
| Wahlberechtigte          | Wahlberechtigte         | Wahlberechtigte                                          | 67.437      |             | 67.468      |             |
|                          |                         |                                                          |             |             |             |             |
| Quelle: Innenministerium |                         |                                                          |             |             |             |             |